# Metropolitan Transit Authority of Harris County
La Metropolitan Transit Authority of Harris County, conosciuta anche con il nome di METRO, è l'azienda che gestisce gran parte del trasporto pubblico nella contea di Harris, nello Stato del Texas. Gestisce diverse linee automobilistiche e tre linee tranviarie. Nel 2015, la rete della METRO ha trasportato 87 199 200 passeggeri, di cui l'81% trasportato dalla rete automobilistica e il restante 19% dalla rete tranviaria.